# Punta del Hidalgo
Punta del Hidalgo ist ein touristisch geprägter Ortsteil der spanischen Gemeinde San Cristóbal de La Laguna im Norden der Kanareninsel Teneriffa.
Nach Angaben des Instituto Nacional de Estadística hatte Punta del Hidalgo am 1. Januar 2015 2.544 Einwohner.
Punta del Hidalgo liegt auf einem Ausläufer der Atlantikküste nordwestlich des Anaga-Gebirges. Die Provinzstraße TF-13 endet in Punta del Hidalgo.
Der Name Punta del Hidalgo („(Land-)Spitze des Hidalgo“) bezieht sich der Legende nach auf einen achimencey namens Aguahuco, dem das Gebiet in der Zeit der kanarischen Ureinwohner, der Guanchen, zugesprochen worden war. Achimencey war ein Adelstitel der Guanchen, der etwa dem spanischen hidalgo pobre („armer Ritter“) entspricht.
Punta del Hidalgo ist in verschiedene Siedlungskerne unterteilt: El Carmen/La Hoya, Tesesinte, La Punta Casco und El Homicián. Das touristische Zentrum Tesesinte mit zwei Hotelanlagen und einem Apartmenthaus liegt an der Küste. Der alte Ortskern (La Punta Casco) mit der Kirche San Mateo Apóstol liegt weiter im Landesinneren. Dazu ist der Ort Ausgangspunkt für Touren in das Anaga-Gebirge wie zum Höhlendorf Chinamada.
Der moderne Leuchtturm Faro de Punta del Hidalgo wurde 1992 errichtet und ist 50 Meter hoch. Dazu ist der Ort reich an Bananenplantagen.

## Einwohner
| 2000  | 2001  | 2002  | 2003  | 2004  | 2005  | 2006  | 2007  | 2008  | 2009  | 2010  | 2011  | 2012  | 2013  | 2014  | 2015  |
| ----- | ----- | ----- | ----- | ----- | ----- | ----- | ----- | ----- | ----- | ----- | ----- | ----- | ----- | ----- | ----- |
| 1.932 | 1.973 | 2.070 | 2.104 | 2.183 | 2.235 | 2.338 | 2.345 | 2.461 | 2.582 | 2.628 | 2.639 | 2.647 | 2.503 | 2.538 | 2.544 |

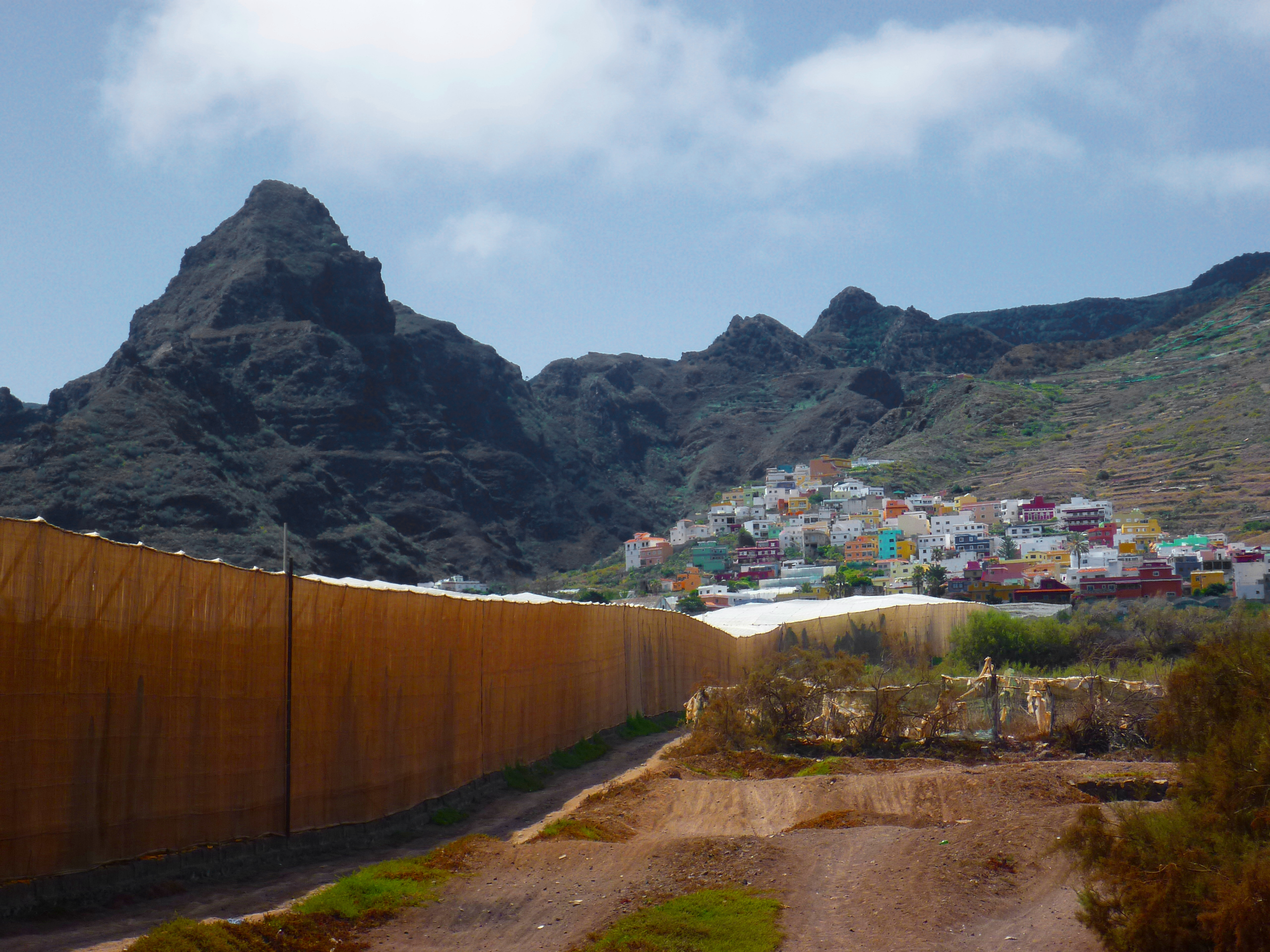
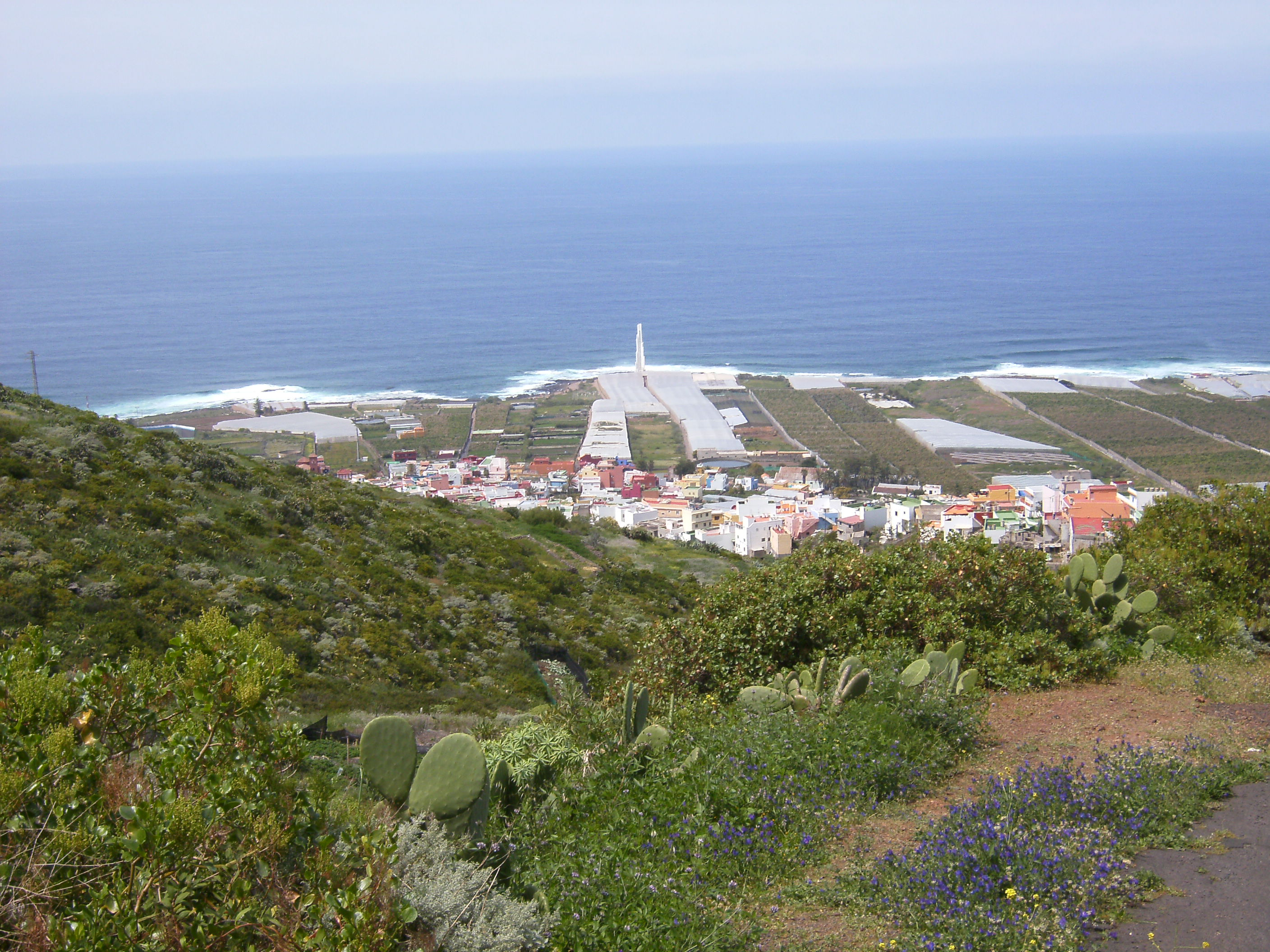
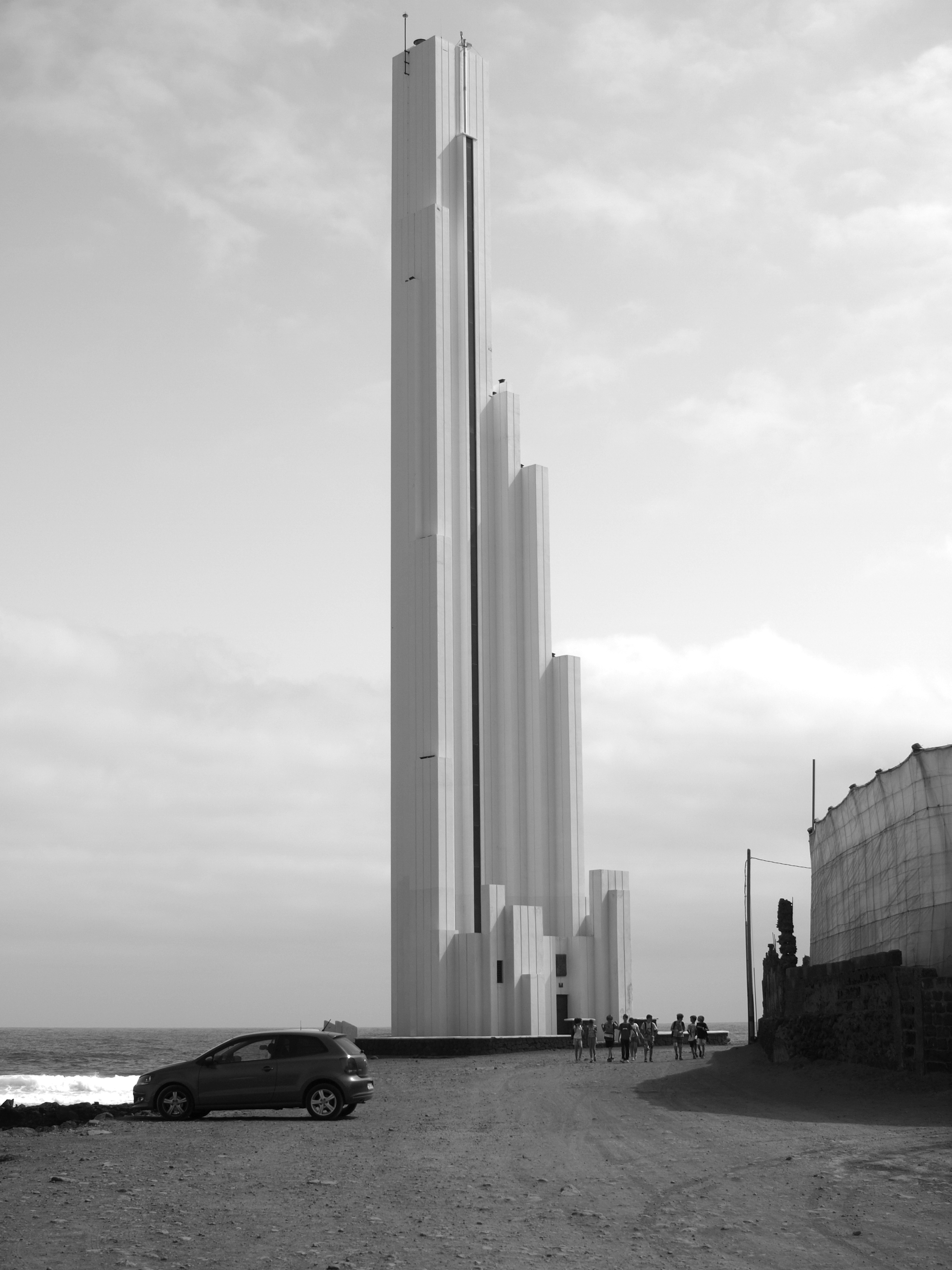
Leuchtturm